# Fließinjektionsanalyse
Die Fließinjektionsanalyse (FIA) ist ein automatisiertes Verfahren in der Analytischen Chemie zur routinemäßigen Bestimmung von Analytkonzentrationen. Sie wird eingesetzt für Kontrollen und Routineanalysen in Labors im Klinischen Bereich und im Umwelt- und Pharmaziebereich und hat den Vorteil geringer Kosten und vielseitiger Anwendungsmöglichkeiten.

## Funktionsweise
Durch Injektion der Probe in einen kontinuierlichen Trägerstrom kommt es zur Dispersion des Analyten. Das so entstandene Konzentrationsprofil kann mittels geeigneter Detektoren registriert werden. Durch den Abgleich mit einer vorher aufgenommenen Kalibrierkurve lassen sich Rückschlüsse auf die Konzentration des Analyten ziehen. Ein entsprechendes Gerät ist ein FIAS [engl. Flow Injection Analysis System].

## Detektoren
Es können fast alle Detektoren aus der Analytik verwendet werden. Dazu zählen photometrische als auch elektrochemische Detektoren.